# Матария

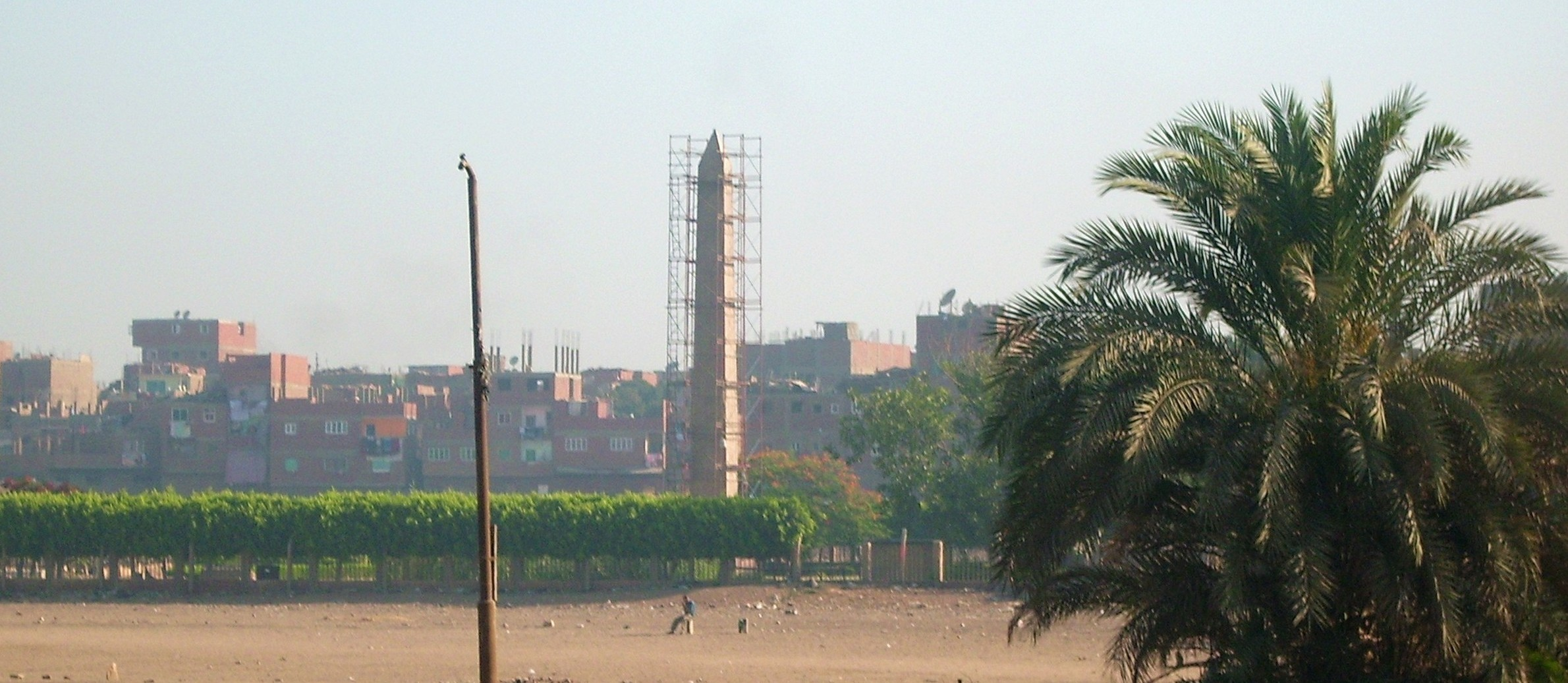
Матария, обелиск фараона Сенусерта I.

Матария (Зль-Матария, араб. المطرية‎) — район в северной части Большого Каира (Каира), к востоку от Нила, в Египте. Район не нужно путать с прибрежным городом в провинции Дакахлия, который также называется Матарийя. На территории района находилась часть древнего города Гелиополь, одного из древнейших городов Древнего Египта.

## Название

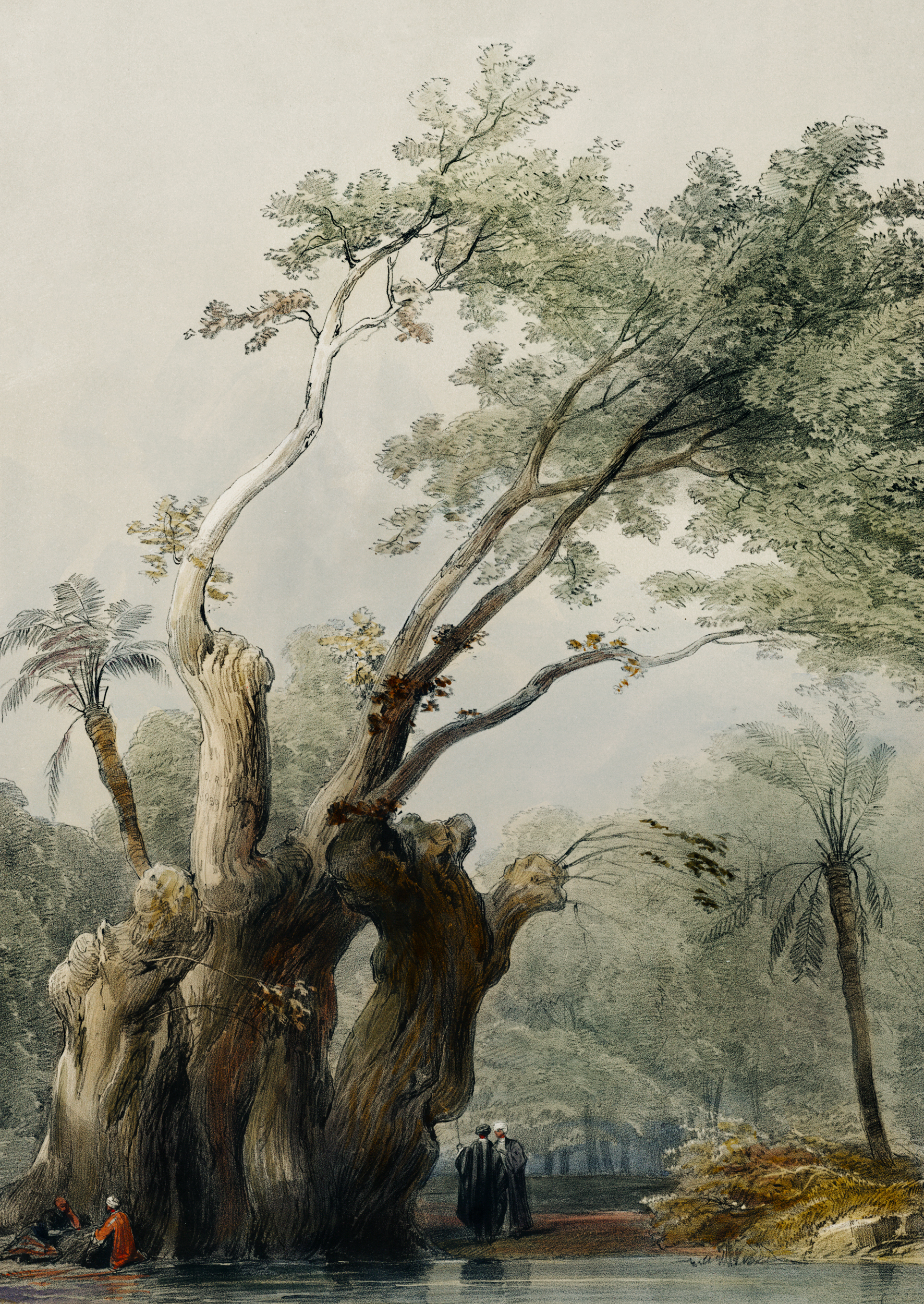
Священное дерево Матарии или Дерево Девы Марии, 1840

Название Матария, как полагают, происходит от лат. Mater — «Мать» и связано с тем что здесь растёт Дерево Девы Марии.

## Дерево Девы Марии
Старая сикомора в пригороде, известная в народе как Дерево Богородицы, уже много веков является местом паломничества коптских христиан, которые приходят помолиться у него или прикоснуться к нему, веря, что оно исцелит болезни. Согласно местному преданию, Дева Мария и святой Иосиф останавливались на отдых в Матарие (тогда это была небольшая деревня) во время бегства в Египет. Мария прислонилась к дереву и рядом с ним забил источник воды, чтобы Мария могла омыть младенца Иисуса. Этот источник (колодец) также сохранился. В течение многих лет кору этого дерева брали христиане, веря, что она обладает чудодейственными свойствами. Недалеко от дерева, на соседней улице, расположена церковь Девы Марии. Мусульмане также почитают это место. Дерево, растущее сейчас, было посажено в 1672 году, заменив прежнее, но сама традиция почитания гораздо более древняя. Дерево Девы Марии является достопримечательностью и находится в ведении Министерства по делам древностей.